# James Massengale
James Rhea Massengale, född 1940, är en amerikansk musikforskare och professor emeritus, tidigare verksam vid UCLA, som bland annat specialiserat sig på Carl Michael Bellman och Olof von Dalin. 

## Utmärkelser, ledamotskap och priser
- Ledamot av Kungliga Musikaliska Akademien (LMA)[1]
- Ledamot av Vetenskapssocieteten i Lund (LVSL, 1985)[2]

## referenser
1. ↑  ”Ledamöter”. Kungl. Musikaliska akademien. http://www.musikaliskaakademien.se/omakademien/organisation/ledamoter.39.html. Läst 9 september 2020.
2. ↑  https://journals.lub.lu.se/vsl/issue/view/3031/621 Vetenskapssocieteten i Lund Årsbok 2018